# Monarch (New York)
Monarch is een historisch merk van motorfietsen.
De bedrijfsnaam was Ives Motorcycle Corporation, O-We-Go, Toiga Co., New York.
Dit was een Amerikaans merk dat van 1912 tot 1915 496 cc eencilinders een 990 cc V-twins met zijkleppen en bladvering onder het zadel leverde.